# Ribeira das Fetais
A Ribeira das Fetais é um curso de água português localizado no concelho de São Roque do Pico, ilha do Pico, arquipélago dos Açores.
Este curso de água tem origem a uma cota de altitude de cerca de 800 metros nas cercanias do Portal da Fonte, recebe a água excedentária da Lagoa da Barreira. Desagua no Oceano Atlântico entre a localidade de São Miguel Arcanjo e São Roque do Pico, depois de atravessar esta última.